# Radeon 7000 (серія відеокарт)
Radeon 7000 — це серія графічних процесорів для настільних комп’ютерів від ATI Technologies і є наступником серії Rage. Таким чином, це перше покоління графічних процесорів з назвою ATI Radeon. Його замінила серія ATI Radeon 8000.

## Архітектура
Перше покоління графічного процесора Radeon було випущено в 2000 році і спочатку носило кодову назву Rage 6 (пізніше R100), як наступник старішого Rage 128 Pro від ATI, який не зміг конкурувати з GeForce 256. Карту також описували як Radeon 256 протягом місяців до її запуску, можливо, для порівняння з конкуруючою картою Nvidia, хоча з запуском кінцевого продукту перейменували.
R100 був побудований за технологією виробництва напівпровідників 180 нм. Як і GeForce, Radeon R100 мав механізм апаратного перетворення та освітлення (T&L) для виконання обчислень геометрії, звільняючи центральний процесор хост-комп’ютера. Під час 3D-рендерингу процесор може записати 2 пікселі в буфер кадрів і вибірку 3 текстурних карт на піксель за такт. Це зазвичай називають конфігурацією 2×3 або подвійною конструкцією з 3 TMU на конвеєр. Що стосується конкурентів Radeon, то GeForce 256 — 4×1, GeForce 2 GTS — 4×2, а 3dfx Voodoo 5 5500 — 2×1+2×1 SLI. На жаль, третій блок текстур не отримав особливого застосування в іграх протягом життя карти, оскільки програмне забезпечення не часто виконувало більше, ніж подвійне текстурування.
З точки зору візуалізації, його архітектура «Pixel Tapestry» дозволяла підтримувати відображення рельєфу (EMBM) і Dot Product (Dot3), пропонуючи найповнішу підтримку Bump Mapping на той час разом із старішим методом Emboss. Radeon також представила нову технологію оптимізації пропускної здатності пам’яті та зменшення перевантаження під назвою HyperZ. Це в основному покращує загальну ефективність процесів 3D-рендерінгу. Маючи 3 різні функції, він дозволяє Radeon виглядати конкурентоспроможною порівняно з іншими моделями з вищими показниками заповнення та пропускною здатністю на папері.
ATI підготувала демонстрацію своєї нової карти в режимі реального часу, щоб продемонструвати її нові функції. Демонстрація Radeon Ark представляє науково-фантастичне середовище з інтенсивним використанням таких функцій, як кілька шарів текстури для ефектів зображення та деталей. Серед ефектів – ефекти відображення рельєфного текстурування на карті середовища, детальні текстури, відображення скла, дзеркала, реалістичне моделювання води, світлові карти, стиснення текстур, плоскі відбиваючі поверхні та видимість на основі порталу.
З точки зору продуктивності, Radeon має нижчі результати, ніж GeForce2 у більшості тестів, навіть якщо HyperZ активовано. Різниця в продуктивності була особливо помітна в 16-бітному кольорі, де і GeForce 2 GTS, і Voodoo 5 5500 були далеко попереду. Однак Radeon міг би скоротити розрив і іноді перевершувати свого найшвидшого конкурента, GeForce 2 GTS, у 32-бітному кольорі. 
Окрім нового апаратного забезпечення 3D, Radeon також представив процес деінтерлейсингу відео на піксель з підтримкою ATI HDTV у механізмі MPEG-2.

### Піксельні шейдери R100
Графічні процесори на базі R100 мають перспективні можливості програмованого затінення в своїх конвеєрах; однак чипи недостатньо гнучкі для підтримки специфікації Microsoft Direct3D для Pixel Shader 1.1. Повідомлення на форумі [Архівовано 3 березня 2022 у Wayback Machine.] інженера ATI у 2001 році пояснювало це:
...перед остаточним випуском DirectX 8.0, Microsoft вирішила, що краще розкрити можливості RADEON і GeForce{2} розширеної мультитекстури через розширення SetTextureStageState() замість інтерфейсу піксельного шейдера. Для цього є різні практичні технічні причини. Більшу частину тих самих розрахунок, яку можна виконати за допомогою піксельних шейдерів, можна виконати за допомогою SetTextureStageState(), особливо з удосконаленням SetTextureStageState() у DirectX 8.0. Зрештою, це означає, що DirectX 8.0 відкриває 99% того, що може робити RADEON у своєму піксельному каналі, не додаючи складності інтерфейсу піксельного шейдера «0,5».

Крім того, ви повинні розуміти, що фраза «шейдер» є неймовірно неоднозначним графічним терміном. По суті, ми, виробники апаратного забезпечення, почали часто використовувати слово «шейдер», як тільки ми змогли робити точкові продукти на піксель (тобто чипи RADEON / GF покоління). Навіть раніше, «ATI_shader_op» було нашим мультитекстурним розширенням OpenGL на Rage 128 (яке було замінено розширенням EXT_texture_env_combine від багатьох розробників). Quake III має файли ".shader", які він використовує для опису освітлення матеріалів. Це лише кілька прикладів використання слова шейдер в ігровій індустрії (не байдуже про індустрію виробництва фільмів, яка використовує багато різних типів шейдерів, включаючи ті, які використовуються Pixar RenderMan ).

З остаточним випуском DirectX 8.0 термін «шейдер» став більш кристалізованим, оскільки він фактично використовується в інтерфейсі, який розробники використовують для написання своїх програм, а не просто «галузевий жаргон». У DirectX 8.0 є дві версії піксельних шейдерів: 1.0 і 1.1. (Майбутні випуски DirectX матимуть шейдери 2.0, шейдери 3.0 і так далі.) Через те, що я вже говорив раніше, RADEON не підтримує жодну з версій піксельних шейдерів у DirectX 8.0. Деякі з вас налаштували реєстр і отримали драйвер для експорту номера версії шейдера 1.0 пікселя до 3DMark2001. Це змушує 3DMark2001 думати, що він може виконувати певні тести. Звичайно, ми не повинні зазнавати помилок, коли ви робите це, але ви змушуєте (витік та/або непідтримуваний) драйвер рухатися по шляху, яким він ніколи не збирається йти. Чип не підтримує шейдери 1.0 або 1.1 пікселя, тому ви не побачите правильний рендеринг, навіть якщо ми не завершимо роботу. Той факт, що цей ключ реєстру існує, свідчить про те, що ми провели деякі експерименти з драйвером, а не про те, що ми наполовину завершили впровадження піксельних шейдерів на RADEON. Піксельні шейдери DirectX 8.0 версії 1.0 і 1.1 не підтримуються RADEON і ніколи не будуть підтримуватися. Кремній просто не може робити те, що потрібно для підтримки шейдерів 1.0 або 1.1. Це також стосується GeForce та GeForce2.

## Продукти

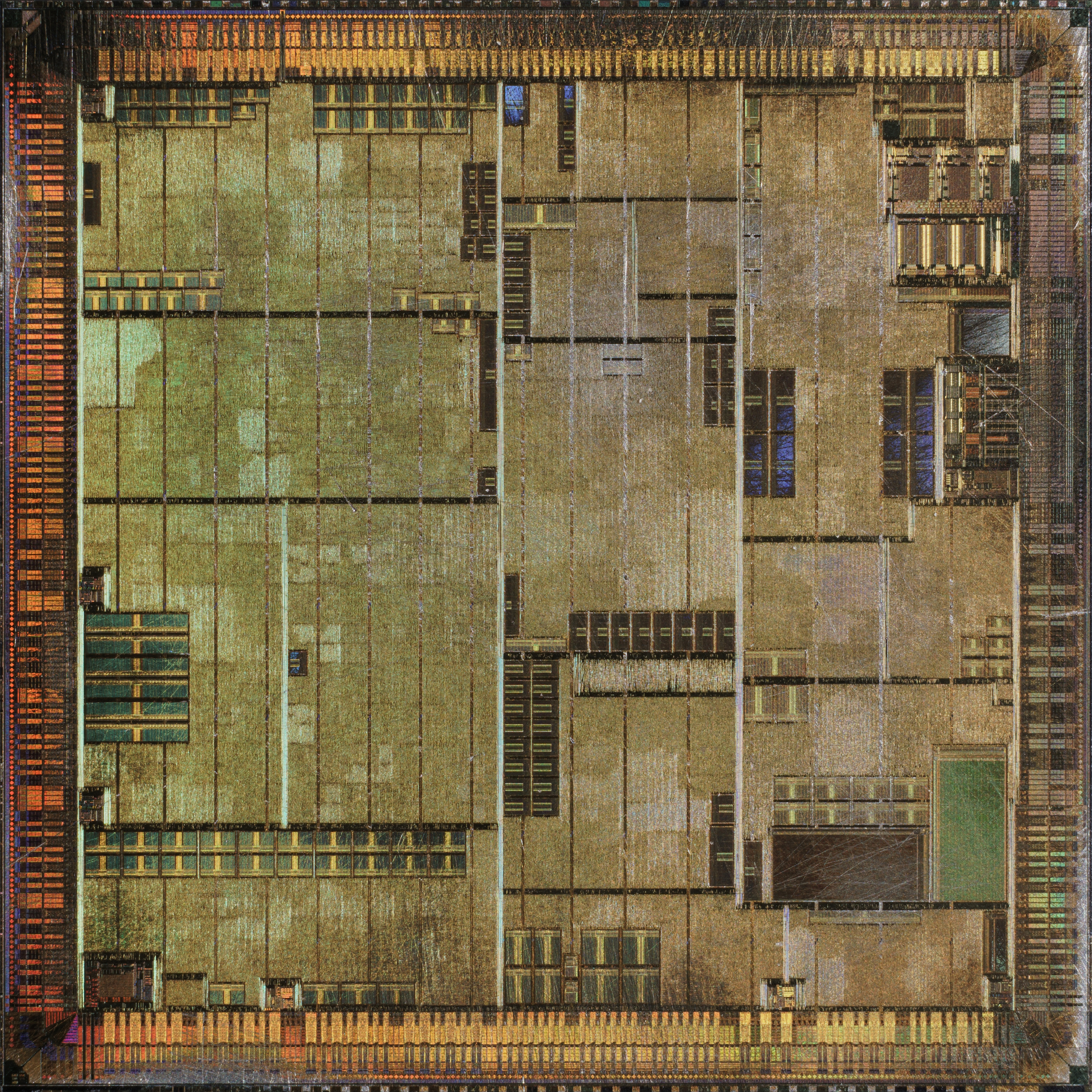
Кристал з середини R100

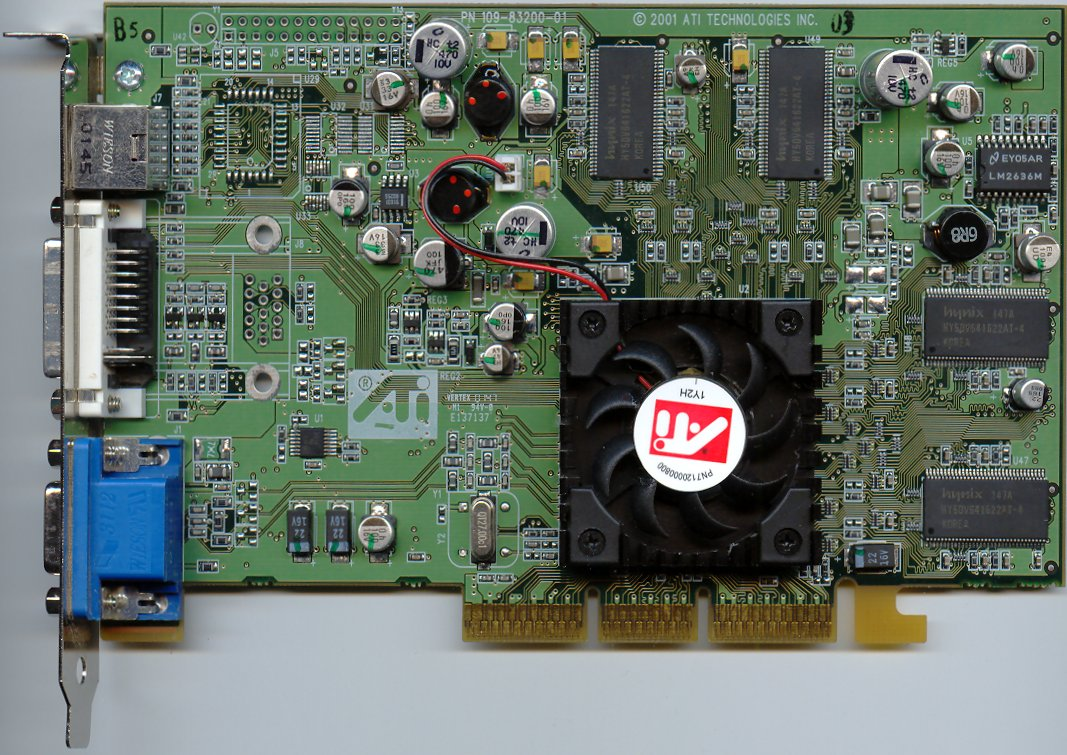
Radeon 7500 (RV200)

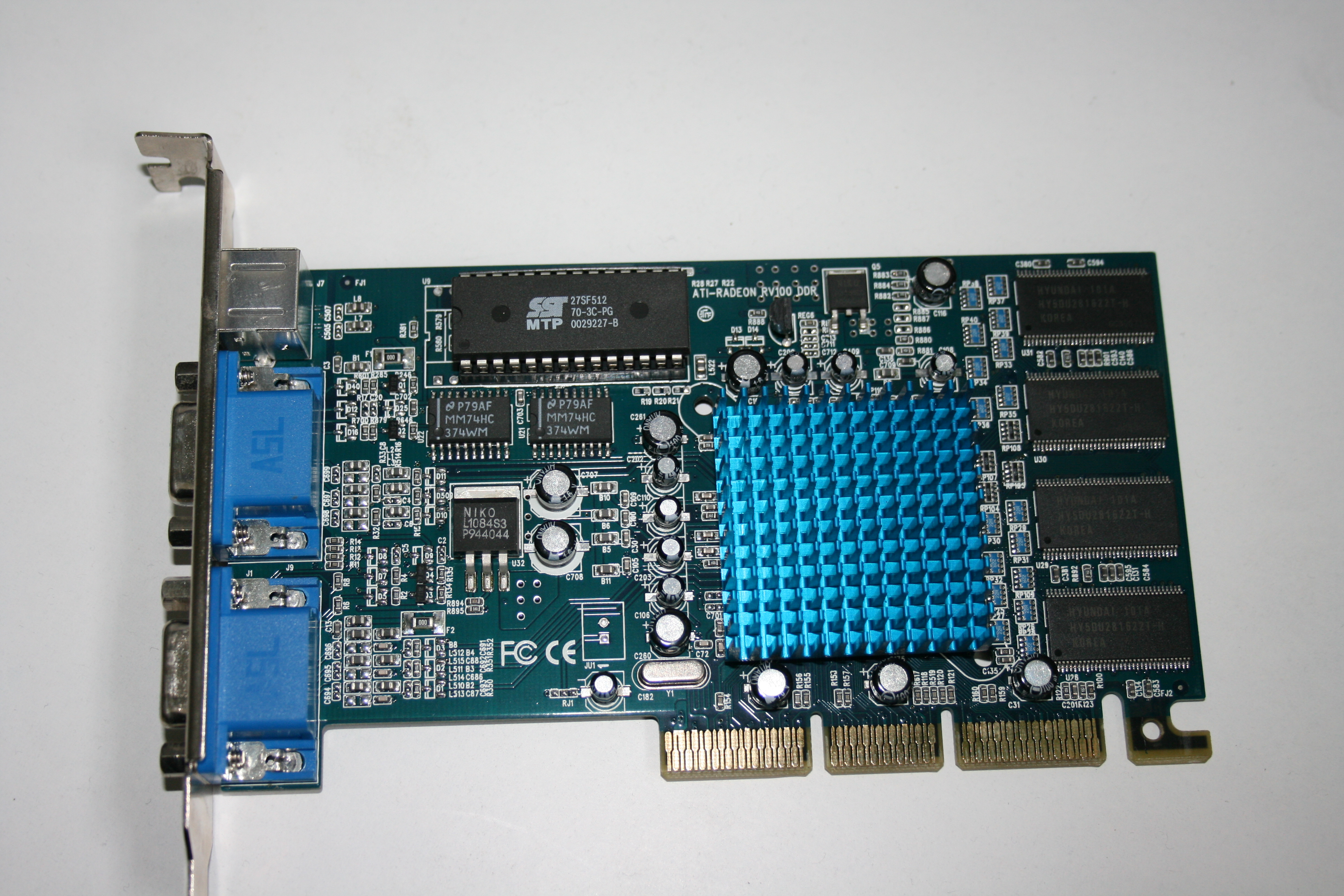
Radeon RV100 DDR

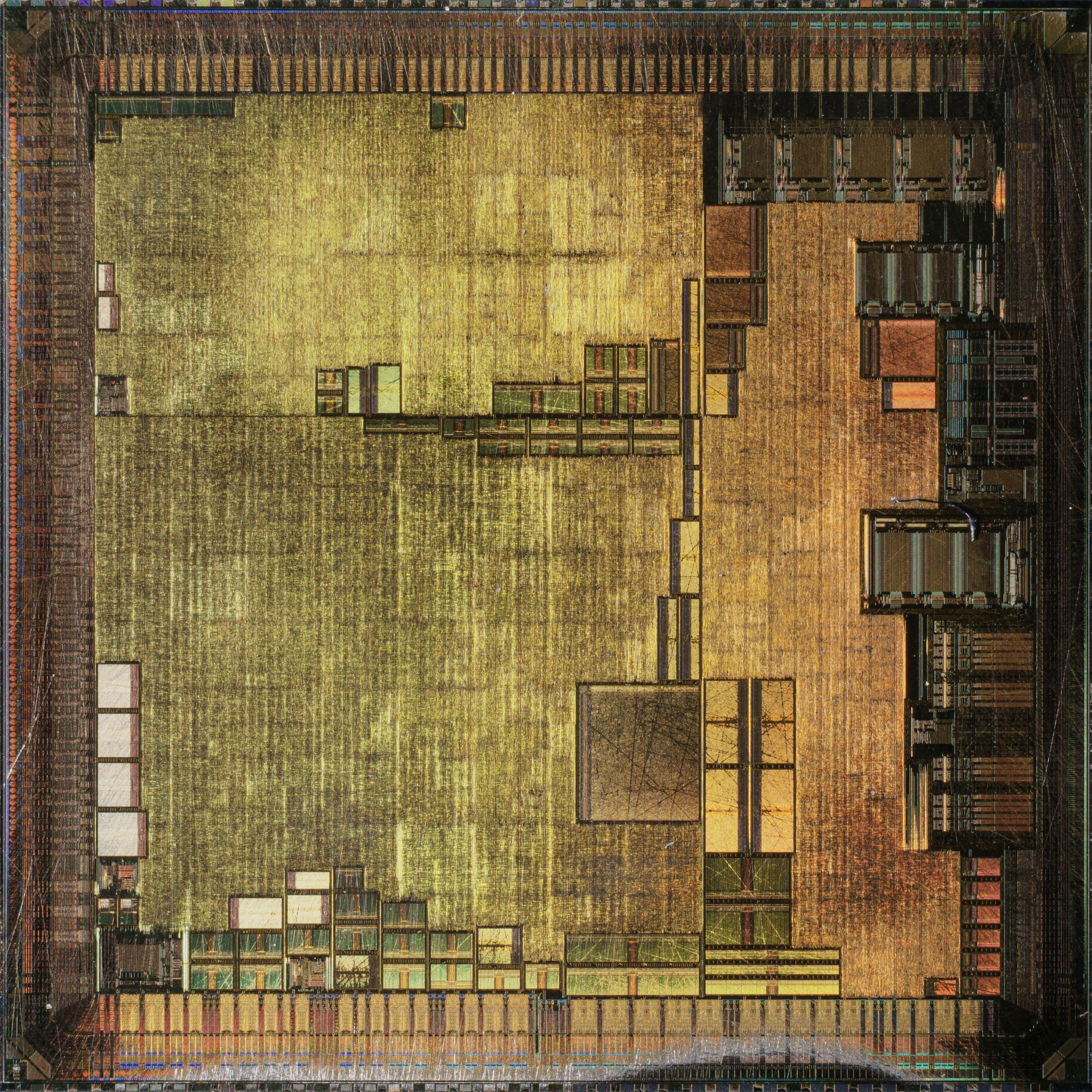
Кристал з середини RV100

### Radeon 7200
Першими версіями Radeon (R100) були Radeon DDR, доступні навесні 2000 року з конфігураціями 32 МБ або 64 МБ; карта об’ємом 64 МБ мала трохи більшу тактову частоту та додану можливість VIVO (video-in video-out). Частота ядра становила 183 МГц, а тактова частота пам’яті DDR SDRAM 5,5 Нс — 183 МГц DDR (ефективна частота 366 МГц).
Повільніший і короткочасний на ринку Radeon SDR (з 32 МБ пам’яті SDRAM) був представлений у середині 2000 року, щоб конкурувати з GeForce 2 MX.
Також у 2000 році з’явилася тільки в OEM Radeon LE 32MB DDR. У порівнянні зі звичайним Radeon DDR від ATI, LE вироблявся Athlon Micro з графічних процесорів Radeon, які не відповідають специфікаціям і спочатку призначені для азійського ринку OEM. Карта працює з нижчою тактовою частотою 143 МГц як для оперативної пам’яті, так і для графічного процесора, а функцію Hyper Z відключено. Незважаючи на ці недоліки, Radeon LE був конкурентоспроможним з іншими відеокартами, такими як GeForce 2 MX і Radeon SDR. Однак, на відміну від своїх конкурентів, LE має значний потенціал продуктивності, оскільки HyperZ можна ввімкнути за допомогою зміни системного реєстру, а також є значний простір для розгону. Більш пізні драйвери не відрізняють Radeon LE від інших карт Radeon R100, а апаратне забезпечення HyperZ увімкнено за замовчуванням, хоча на картах із дефектним обладнанням HyperZ можуть бути візуальні аномалії.
У 2001 році була випущена короткочасна Radeon R100 з 64 МБ SDR під назвою Radeon 7200. Після того, як всі старі карти Radeon R100 були зняті з виробництва, серія R100 була згодом відома як Radeon 7200, відповідно до нової схеми імен ATI.

### Radeon 7000
Бюджетний варіант чипа R100 був створений і названий Radeon VE, пізніше відомий як Radeon 7000 у 2001 році, коли ATI перебрендувала свою продукцію. RV100 має лише один піксельний конвеєр, не має апаратного T&L, 64-розрядну шину пам’яті та без HyperZ. Але додано підтримку двох моніторів HydraVision і інтегрував другий RAMDAC в ядро (для HydraVision). 
З точки зору продуктивності 3D, Radeon VE був слабшим ніж GeForce 2 MX тієї ж епохи, хоча підтримка кількох дисплеїв явно перевершувала GeForce 2 MX. Matrox G450 має найкращу підтримку двох дисплеїв серед графічних процесорів, але найповільнішу продуктивність 3D.
RV100 став основою рішення для ноутбуків Mobility Radeon.

### Radeon 7500
Radeon 7500 (RV200) по суті є зменшеним R100 у новому 150-нм тех процесі. Підвищена щільність і різноманітні налаштування архітектури дозволили GPU функціонувати на більш високих тактових частотах. Це також дозволяло карті працювати з асинхронним тактовим режимом, тоді як оригінальний R100 завжди працював синхронно з RAM. Це був перший графічний процесор ATI, сумісний із Direct3D 7, який включав підтримку двох моніторів (HydraVision).
Radeon 7500 був випущений у другій половині 2001 року разом із Radeon 8500 (R200). Він використовував інтерфейс прискореного графічного роз'єму (AGP) 4x. Приблизно в той час, коли були анонсовані Radeon 8500 і 7500, конкурент Nvidia випустив свої GeForce 3 Ti500 і Ti200 і якщо 8500 і Ti500 є прямими конкурентами, тоді 7500 і Ti200 - ні.
Настільна плата Radeon 7500 часто поставлялася з тактовою частотою ядра 290 МГц і 230 МГц RAM. Він конкурував з GeForce 2 Ti, а пізніше з GeForce 4 MX440.

## Особливості розвитку серії Radeon
| Назва серії відеокарт             | Wonder            | Mach              | 3D Rage           | Rage Pro          | Rage 128          | R100              | R200                                    | R300                                    | R400                                    | R500                                    | R600                             | RV670                            | R700                             | Evergreen                          | Northern Islands                   | Southern Islands                 | Sea Islands                                                     | Volcanic Islands                                                | Arctic Islands/Polaris                                          | Vega                                                            | Navi                                  | Navi 2X                               |         |
| --------------------------------- | ----------------- | ----------------- | ----------------- | ----------------- | ----------------- | ----------------- | --------------------------------------- | --------------------------------------- | --------------------------------------- | --------------------------------------- | -------------------------------- | -------------------------------- | -------------------------------- | ---------------------------------- | ---------------------------------- | -------------------------------- | --------------------------------------------------------------- | --------------------------------------------------------------- | --------------------------------------------------------------- | --------------------------------------------------------------- | ------------------------------------- | ------------------------------------- | ------- |
| Дата виходу                       | 1986              | 1991              | 1996              | 1997              | 1998              | квітень 2000      | серпень 2001                            | вересень 2002                           | травень 2004                            | жовтень 2005                            | травень 2007                     | листопад 2007                    | липень 2008                      | вересень 2009                      | жовтень 2010                       | січень 2012                      | вересень 2013                                                   | червень 2015                                                    | червень 2016                                                    | червень 2017                                                    | липень 2019                           | листопад 2020                         |         |
| Маркетингова назва                | Wonder            | Mach              | 3D Rage           | Rage Pro          | Rage              | Radeon 7000       | Radeon 8000                             | Radeon 9000                             | Radeon X700/X800                        | Radeon X1000                            | Radeon HD 1000/2000              | Radeon HD 3000                   | Radeon HD 4000                   | Radeon HD 5000                     | Radeon HD 6000                     | Radeon HD 7000                   | Radeon Rx 200                                                   | Radeon Rx 300                                                   | Radeon RX 400/500                                               | Radeon RX Vega/Radeon VII (7 нм)                                | Radeon RX 5000                        | Radeon RX 6000                        |         |
| Підтримується AMD                 | Ended             | Ended             | Ended             | Ended             | Ended             | Ended             | Ended                                   | Ended                                   | Ended                                   | Ended                                   | Ended                            | Ended                            | Ended                            | Ended                              | Ended                              | Ended                            | Ended                                                           | Ended                                                           | Current                                                         | Current                                                         | Current                               | Current                               | Current |
| Вид графіки                       | 2D                | 2D                | 3D                | 3D                | 3D                | 3D                | 3D                                      | 3D                                      | 3D                                      | 3D                                      | 3D                               | 3D                               | 3D                               | 3D                                 | 3D                                 | 3D                               | 3D                                                              | 3D                                                              | 3D                                                              | 3D                                                              | 3D                                    | 3D                                    |         |
| Архітектура                       | Не розголошується | Не розголошується | Не розголошується | Не розголошується | Не розголошується | Не розголошується | Не розголошується                       | Не розголошується                       | Не розголошується                       | Не розголошується                       | TeraScale система команд         | TeraScale система команд         | TeraScale система команд         | TeraScale система команд           | TeraScale система команд           | GCN система команд               | GCN система команд                                              | GCN система команд                                              | GCN система команд                                              | GCN система команд                                              | RDNA система команд                   | RDNA система команд                   |         |
| Мікроархітектура                  | Не розголошується | Не розголошується | Не розголошується | Не розголошується | Не розголошується | Не розголошується | Не розголошується                       | Не розголошується                       | Не розголошується                       | Не розголошується                       | TeraScale 1                      | TeraScale 1                      | TeraScale 1                      | TeraScale 2 (VLIW5)                | TeraScale 3 (VLIW4)                | GCN 1st gen                      | GCN 2nd gen                                                     | GCN 3rd gen                                                     | GCN 4th gen                                                     | GCN 5th gen                                                     | RDNA                                  | RDNA 2                                |         |
| Тип                               | Fixed pipeline    | Fixed pipeline    | Fixed pipeline    | Fixed pipeline    | Fixed pipeline    | Fixed pipeline    | Програмовані конвеєри пікселів і вершин | Програмовані конвеєри пікселів і вершин | Програмовані конвеєри пікселів і вершин | Програмовані конвеєри пікселів і вершин | Уніфікована шейдерна архітектура | Уніфікована шейдерна архітектура | Уніфікована шейдерна архітектура | Уніфікована шейдерна архітектура   | Уніфікована шейдерна архітектура   | Уніфікована шейдерна архітектура | Уніфікована шейдерна архітектура                                | Уніфікована шейдерна архітектура                                | Уніфікована шейдерна архітектура                                | Уніфікована шейдерна архітектура                                | Уніфікована шейдерна архітектура      | Уніфікована шейдерна архітектура      |         |
| Direct3D                          | Н/Д               | Н/Д               | 5.0               | 6.0               | 6.0               | 7.0               | 8.1                                     | 9.0 11 (9_2)                            | 9.0b 11 (9_2)                           | 9.0c 11 (9_3)                           | 10.0 11 (10_0)                   | 10.1 11 (10_1)                   | 10.1 11 (10_1)                   | 11 (11_0)                          | 11 (11_0)                          | 11 (11_1) 12 (11_1)              | 11 (12_0) 12 (12_0)                                             | 11 (12_0) 12 (12_0)                                             | 11 (12_0) 12 (12_0)                                             | 11 (12_1) 12 (12_1)                                             | 11 (12_1) 12 (12_1)                   | 11 (12_1) 12 (12_2)                   |         |
| Shader model                      | Н/Д               | Н/Д               | Н/Д               | Н/Д               | Н/Д               | Н/Д               | 1.4                                     | 2.0+                                    | 2.0b                                    | 3.0                                     | 4.0                              | 4.1                              | 4.1                              | 5.0                                | 5.0                                | 5.1                              | 5.1 6.3                                                         | 5.1 6.3                                                         | 5.1 6.3                                                         | 6.4                                                             | 6.4                                   | 6.5                                   |         |
| OpenGL                            | Н/Д               | Н/Д               | Н/Д               | 1.1               | 1.2               | 1.3               | 1.3                                     | 2.1                                     | 2.1                                     | 2.1                                     | 3.3                              | 3.3                              | 3.3                              | 4.5 (на Linux: 4.5 (Mesa 3D 21.0)) | 4.5 (на Linux: 4.5 (Mesa 3D 21.0)) | 4.6 (на Linux: 4.6 (Mesa 20.0))  | 4.6 (на Linux: 4.6 (Mesa 20.0))                                 | 4.6 (на Linux: 4.6 (Mesa 20.0))                                 | 4.6 (на Linux: 4.6 (Mesa 20.0))                                 | 4.6 (на Linux: 4.6 (Mesa 20.0))                                 | 4.6 (на Linux: 4.6 (Mesa 20.0))       | 4.6 (на Linux: 4.6 (Mesa 20.0))       |         |
| Vulkan                            | Н/Д               | Н/Д               | Н/Д               | Н/Д               | Н/Д               | Н/Д               | Н/Д                                     | Н/Д                                     | Н/Д                                     | Н/Д                                     | Н/Д                              | Н/Д                              | Н/Д                              | Н/Д                                | Н/Д                                | 1.0 (Win 7+ або Mesa 17+)        | 1.2 (Adrenalin 20.1, Linux Mesa 20.0)                           | 1.2 (Adrenalin 20.1, Linux Mesa 20.0)                           | 1.2 (Adrenalin 20.1, Linux Mesa 20.0)                           | 1.2 (Adrenalin 20.1, Linux Mesa 20.0)                           | 1.2 (Adrenalin 20.1, Linux Mesa 20.0) | 1.2 (Adrenalin 20.1, Linux Mesa 20.0) |         |
| OpenCL                            | Н/Д               | Н/Д               | Н/Д               | Н/Д               | Н/Д               | Н/Д               | Н/Д                                     | Н/Д                                     | Н/Д                                     | Н/Д                                     | Close to Metal                   | Close to Metal                   | 1.1                              | 1.2                                | 1.2                                | 1.2                              | 2.0 (Adrenalin драйвер на Win7+) (1.2 на Linux, 2.1 з AMD ROCm) | 2.0 (Adrenalin драйвер на Win7+) (1.2 на Linux, 2.1 з AMD ROCm) | 2.0 (Adrenalin драйвер на Win7+) (1.2 на Linux, 2.1 з AMD ROCm) | 2.0 (Adrenalin драйвер на Win7+) (1.2 на Linux, 2.1 з AMD ROCm) | 2.0                                   | 2.1                                   |         |
| HSA / ROCm                        | Н/Д               | Н/Д               | Н/Д               | Н/Д               | Н/Д               | Н/Д               | Н/Д                                     | Н/Д                                     | Н/Д                                     | Н/Д                                     | Н/Д                              | Н/Д                              | Н/Д                              | Н/Д                                | Н/Д                                | Так                              | Так                                                             | Так                                                             | Так                                                             | Так                                                             | ?                                     | ?                                     |         |
| Декодування відео ASIC            | Н/Д               | Н/Д               | Н/Д               | Н/Д               | Н/Д               | Н/Д               | Н/Д                                     | Н/Д                                     | Н/Д                                     | Н/Д                                     | Avivo/UVD                        | UVD+                             | UVD 2                            | UVD 2.2                            | UVD 3                              | UVD 4                            | UVD 4.2                                                         | UVD 5.0 або 6.0                                                 | UVD 6.3                                                         | UVD 7                                                           | VCN 2.0                               | VCN 3.0                               |         |
| Кодування відео ASIC              | Н/Д               | Н/Д               | Н/Д               | Н/Д               | Н/Д               | Н/Д               | Н/Д                                     | Н/Д                                     | Н/Д                                     | Н/Д                                     | Н/Д                              | Н/Д                              | Н/Д                              | Н/Д                                | Н/Д                                | VCE 1.0                          | VCE 2.0                                                         | VCE 3.0 або 3.1                                                 | VCE 3.4                                                         | VCE 4.0                                                         | VCN 2.0                               | VCN 3.0                               |         |
| Fluid Motion ASIC                 | Ні                | Ні                | Ні                | Ні                | Ні                | Ні                | Ні                                      | Ні                                      | Ні                                      | Ні                                      | Ні                               | Ні                               | Ні                               | Ні                                 | Ні                                 | Ні                               | Так                                                             | Так                                                             | Так                                                             | Так                                                             | Ні                                    | Ні                                    |         |
| Power saving                      | ?                 | ?                 | ?                 | ?                 | ?                 | ?                 | ?                                       | ?                                       | ?                                       | ?                                       | PowerPlay                        | PowerPlay                        | PowerPlay                        | PowerPlay                          | PowerTune                          | PowerTune & ZeroCore Power       | PowerTune & ZeroCore Power                                      | PowerTune & ZeroCore Power                                      | PowerTune & ZeroCore Power                                      | PowerTune & ZeroCore Power                                      | ?                                     | ?                                     |         |
| TrueAudio                         | Н/Д               | Н/Д               | Н/Д               | Н/Д               | Н/Д               | Н/Д               | Н/Д                                     | Н/Д                                     | Н/Д                                     | Н/Д                                     | Н/Д                              | Н/Д                              | Н/Д                              | Н/Д                                | Н/Д                                | Н/Д                              | Через виділений ЦОС                                             | Через виділений ЦОС                                             | Через шейдери                                                   | Через шейдери                                                   | Через шейдери                         | ?                                     |         |
| FreeSync                          | Н/Д               | Н/Д               | Н/Д               | Н/Д               | Н/Д               | Н/Д               | Н/Д                                     | Н/Д                                     | Н/Д                                     | Н/Д                                     | Н/Д                              | Н/Д                              | Н/Д                              | Н/Д                                | Н/Д                                | Н/Д                              | 1 2                                                             | 1 2                                                             | 1 2                                                             | 1 2                                                             | 1 2                                   | 1 2                                   |         |
| HDCP                              | ?                 | ?                 | ?                 | ?                 | ?                 | ?                 | ?                                       | ?                                       | ?                                       | ?                                       | ?                                | ?                                | ?                                | ?                                  | ?                                  | ?                                | 1.4                                                             | 1.4                                                             | 1.4 2.2                                                         | 1.4 2.2                                                         | 1.4 2.2 2.3                           | ?                                     |         |
| PlayReady                         | Н/Д               | Н/Д               | Н/Д               | Н/Д               | Н/Д               | Н/Д               | Н/Д                                     | Н/Д                                     | Н/Д                                     | Н/Д                                     | Н/Д                              | Н/Д                              | Н/Д                              | Н/Д                                | Н/Д                                | Н/Д                              | Н/Д                                                             | Н/Д                                                             | 3.0                                                             | Ні                                                              | 3.0                                   | ?                                     |         |
| Підтримка екранів                 |                   |                   |                   |                   |                   | 1–2               | 2                                       | 2                                       | 2                                       | 2                                       | 2                                | 2                                | 2                                | 2–6                                | 2–6                                | 2–6                              | 2–6                                                             | 2–6                                                             | 2–6                                                             | 2–6                                                             | ?                                     | ?                                     |         |
| Макс. роздільна здатність дисплея | ?                 | ?                 | ?                 | ?                 | ?                 | ?                 | ?                                       | ?                                       | ?                                       | ?                                       | ?                                | ?                                | ?                                | 2–6 × 2560×1600                    | 2–6 × 2560×1600                    | 2–6 × 4096×2160 @ 60 Гц          | 2–6 × 4096×2160 @ 60 Гц                                         | 2–6 × 4096×2160 @ 60 Гц                                         | 2–6 × 5120×2880 @ 60 Гц                                         | 3 × 7680×4320 @ 60 Гц                                           | 7680×4320 @ 60 Гц PowerColor          | 7680×4320 @ 60 Гц PowerColor          |         |
| /drm/radeon                       |                   |                   |                   |                   |                   | Так               | Так                                     | Так                                     | Так                                     | Так                                     | Так                              | Так                              | Так                              | Так                                | Так                                | Так                              | Так                                                             | Н/Д                                                             | Н/Д                                                             | Н/Д                                                             | Н/Д                                   | Н/Д                                   |         |
| /drm/amdgpu h                     | Н/Д               | Н/Д               | Н/Д               | Н/Д               | Н/Д               | Н/Д               | Н/Д                                     | Н/Д                                     | Н/Д                                     | Н/Д                                     | Н/Д                              | Н/Д                              | Н/Д                              | Н/Д                                | Н/Д                                | Н/Д                              | Н/Д                                                             | Так                                                             | Так                                                             | Так                                                             | Так                                   | Так                                   | Так     |

1. ↑  The Radeon 100 Series has programmable pixel shaders, but do not fully comply with DirectX 8 or Pixel Shader 1.0. See article on R100's pixel shaders.
2. ↑  R300, R400 and R500 based cards do not fully comply with OpenGL 2+ as the hardware does not support all types of non-power of two (NPOT) textures.
3. ↑  OpenGL 4+ compliance requires supporting FP64 shaders and these are emulated on some TeraScale chips using 32-bit hardware.
4. 1 2 3  The UVD and VCE were replaced by the Video Core Next (VCN) ASIC in the Raven Ridge APU implementation of Vega.
5. ↑  Video processing ASIC for video frame rate interpolation technique. In Windows it works as a DirectShow filter in your player. In Linux, there is no support on the part of drivers and / or community.
6. 1 2  To play protected video content, it also requires card, operating system, driver, and application support. A compatible HDCP display is also needed for this. HDCP is mandatory for the output of certain audio formats, placing additional constraints on the multimedia setup.
7. ↑  More displays may be supported with native DisplayPort connections, or splitting the maximum resolution between multiple monitors with active converters.
8. ↑  DRM (Direct Rendering Manager) is a component of the Linux kernel. Support in this table refers to the most current version.

## Конкурентні чипсети
- NVIDIA GeForce 256 І GeForce 2
- PowerVR 3 серія
- 3dfx Voodoo 5
- S3 Savage 2000